# Edward Rutherfurd
Edward Rutherfurd, właśc. Francis Edward Wintle (ur. w 1948 w Salisbury) – angielski pisarz, autor powieści historycznych.

## Życiorys
Uczył się na Uniwersytecie w Cambridge oraz w kalifornijskim Stanfordzie, a następnie pracował w branży wydawniczej. Całkowicie poświęcił się pisaniu w 1983 roku, a swój debiut opublikował w 1987 roku. Tą książką był „Sarum” – powieść historyczna, której akcja toczy się w rodzinnym Salisbury autora od czasów prehistorycznych aż do współczesności. Książka stała się międzynarodowym bestsellerem, 23 tygodnie przebywała na liście bestsellerów New York Timesa.

## Opublikował
- Sarum, Wydawnictwo: Ballantine Books 1987, ISBN 978-0-449-00072-4
- The Forest, Wydawnictwo: Ballantine Books 2000[4], ISBN 978-0-345-47936-5
- Paryż (tyt. oryg. Paris, 2013) tłum. Agnieszka Mitraszewska, Wydawnictwo Czarna Owca, Warszawa 2014, ISBN 978-83-7554-485-5
- Nowy Jork (tyt. oryg. New York, 2009) tłum. Elżbieta Smoleńska, Wydawnictwo Czarna Owca, Warszawa 2015, ISBN 978-83-8015-024-9
- Londyn, (tyt. oryg. London, 1997), tłum. Elżbieta Smoleńska, Wydawnictwo Czarna Owca, Warszawa 2016 ISBN 978-83-8015-250-2
- Rosja (tyt. oryg. Russka, 1991), tłum. Elżbieta Smoleńska, Wydawnictwo Czarna Owca, Warszawa 2017, ISBN 978-83-8015-639-5
- Dublin (tyt. oryg. Dublin: Foundation (aka The Princes of Ireland), 2004), tłum. Elżbieta Smoleńska, Wydawnictwo Czarna Owca, Warszawa 2018, ISBN 978-83-8015-921-1
- Irlandia (tyt. oryg. Ireland: Awakening (aka The Rebels of Ireland), 2004), tłum. Elżbieta Smoleńska, Wydawnictwo Czarna Owca, Warszawa 2019, ISBN 978-83-8015-926-6
- Chiny (tyt. oryg. China, 2021), tłum. Aleksandra Wolnicka, Wydawnictwo Czarna Owca, Warszawa 2023, ISBN 978-83-8143-933-6